# Versus (álbum)
Versus es el cuarto álbum de estudio del dúo argentino Illya Kuryaki and the Valderramas, publicado en 1997. El álbum se inclina más por el soul y el funk y deja de lado el rap y el acid jazz. "Expedición al Klama Hama" (con un estilo trip-hop) fue el primer corte. Versus fue uno de los discos más oscuros de la banda, con letras fuertes que hacen referencia al sexo, el lesbianismo, los desaparecidos durante la última dictadura militar y otros temas por el estilo.

## Lista de canciones
| Versus |                              |                                    |          |  |
| N.º    | Título                       | Escritor(es)                       | Duración |  |
| 1.     | «Expedición al Klama Hama»   | Dante Spinetta-Emmanuel Horvilleur | 5:14     |  |
| 2.     | «Jugo»                       | Spinetta-Horvilleur                | 4:20     |  |
| 3.     | «Demolición»                 | Spinetta                           | 3:42     |  |
| 4.     | «Trewa»                      | Spinetta                           | 3:34     |  |
| 5.     | «Galaxia»                    | Horvilleur                         | 5:18     |  |
| 6.     | «Discovery Buda»             | Horvilleur                         | 6:02     |  |
| 7.     | «Prométeme paraíso»          | Spinetta                           | 3:32     |  |
| 8.     | «Da Cosmos»                  | Spinetta-Horvilleur                | 4:32     |  |
| 9.     | «El fin del precipicio rojo» | Spinetta                           | 4:38     |  |
| 10.    | «Das dos»                    | Horvilleur-Spinetta                | 4:11     |  |
| 11.    | «Ruégame»                    | Spinetta                           | 5:01     |  |
| 12.    | «Xanadú»                     | Horvilleur                         | 4:54     |  |
| 13.    | «Mariposas y cebras»         | Horvilleur                         | 5:03     |  |
| 14.    | «Rainbow»                    | Spinetta-Horvilleur                | 2:57     |  |
| 15.    | «Gran ídolo de Asia»         | Horvilleur                         | 5:27     |  |
| 68:06  |                              |                                    |          |  |

## Créditos
EXPEDICION AL KLAMA HAMA
- Dante Spinetta, voz, guitarra
- Horvilleur, voz, guitarra, guitarra acústica
- Ricardo Verdirame, guitarra
- Fernando Nalé, bajo
- Sergio Verdinelli, batería
- Claudio Cardone, rhodes
- Gustavo Spinetta, percussion jogging
- Gustavo Ridilenir, flauta

JUGO
- Horvilleur, voz, guitarra wah wah
- Dante Spinetta, voz, guitarra, talk box
- Ricardo Verdirame, guitarra
- Fernando Nalé, bajo
- Sergio Verdinellil batería
- Claudio Cardone, rhodes
- Gustavo Spinetta, cencerro
- Gustavo Ridilenir, flauta

DEMOLICION
- Dante Spinetta, voz, guitarra, piano, synths
- Horvilleur, voz
- Ricardo Verdirame, guitarra, solo Super 8 Volante
- Fernando Nalé, bajo
- Sergio Verdinelli, batería
- Claudio Cardone, hammond B3
- Gustavo Ridilenir, ambulancia flutal

TREWA
- Dante Spinetta, voz, talk box, piano, keyboards
- Horvilleur, voz
- Ricardo Verdirame, guitarra
- Fernando Nalé, mutron bass
- Sergio Verdirame, batería
- Claudio Cardone, piano, rhodes
- Gustavo Ridilenir, flauta

GALAXIA
- Horvilleur, voz
- Dante Spinetta, voz
- Nico Cota, synths, percusión
- Claudio Cardone, piano, rhodes, synths
- Fernando Nalé, bajo
- Gustavo Ridilenir, flauta
- Wah Wah Watson, guitarra orgasmatronikka

DISCOVERY BUDA
- Horvilleur, voz string machine, mutron bass
- Ricardo Verdirame, guitarra
- Fernando Nalé, bajo
- Sergio Verdinelli, batería
- Claudio Cardone, rhodes, solo moog
- Gustavo Ridilenir, flauta

PROMETEME PARAISO
- Dante Spinetta, voz
- Claudio Cardone, piano

DA COSMOS
- Dante Spinetta, voz, guitarra
- Horvilleur, voz, mutron bass
- Fernando Nalé, mutron mega bass
- Sergio Verdinelli, batería
- Claudio Cardone, rhodes, citar, hammond, bells
- Gustavo Ridilenir, flauta

EL FIN DEL PRECIPICIO ROJO
- Dante Spinetta, voz, synths, piano y todo lo demás
- Horvilleur, voz

DAS DOS
- Horvilleur, voz
- Dante Spinetta, voz, burbujas
- Ricardo Verdirame, guitarra
- Fernando Nalé, bajo
- Claudio Cardone, órgano hammond
- Gustavo Ridilenir, flauta

RUEGAME
- Dante Spinetta, voz, guitarras, machine arpa y todo lo demás
- Sergio Verdinelli, batería acústica

XANADU
- Horvilleur, voz, guitarra
- Dante Spinetta, voz, guitarra, solo Xanadú
- Ricardo Verdirame, guitarra
- Fernando Nalé, bajo
- Sergio Verdinelli, batería
- Claudio Cardone, hammond B3, mellotron

'MARIPOSAS Y CEBRAS
- Horvilleur, voz, wood FX
- Ricardo Verdirame, guitarra, guitarra acústica
- Fernando Naié, bajo
- Sergio Verdinelli, batería
- Claudio Cardone, piano acústico, rhodes, mellotron
- Gustavo Ridilenir, flauta

RAINBOW
- Dante Spinetta, voz
- Horvilleur, voz
- Ricardo Verdirame, guitarra
- Fernando Nalé, bajo
- Sergio Verdinellil, batería
- Claudio Cardone, afilador

GRAN IDOLO DE ASIA
- Horvilleur, voz
- Dante Spinetta, voz, guitarra, tetric piano
- Ricardo Verdirame, guitarra, guitarra acústica, solo de oro
- Fernando Nale, bajo
- Sergio Verdinelli, batería
- Claudio Cardone, rhodes, synths, string machine

——————————————————————————————————————————————————————
Programación, Dante Spinetta* 
*excepto en GALAXIA, Nico Cota 
DAS DOS, Dante Spinetta y Claudio Cardone 
GRAN IDOLO DE ASIA, I.K.V. 
- Arreglo y dirección de cuerdas, Claudio Cardone
- Arreglo y dirección de brasses, Jerry Hey

——————————————————————————————————————————————————————
- Voces femeninas, Niki Richards, Lori Vélez, Catherine Russell
- Voz masculina, Timmy Allen
- Percussion, Bobby Allende
- Vocal Coach, Steven Real, Niki Richards
- Oboe, Francisco Castillo
- Harp, Margaret Klemm, Krista Inglis
- Trompeta, Jerry Hey, Gary Grant
- Saxo, Dan Higgins
- Trombón, William F. Reichenbach
- Guitarra nylon, Grant Geissman
- Guitarra, Wah Wah Watson
- Concertmaster Pavel Farkas
- Violín, Pavel Farkas, Gail Cruz Farkas, Jarda Kettner, Zheng Wang, Todor Pelev, Johanna Krejci, Jonathan Dysartl, Roman Volodarsky, Larry Leeland, Roxie Persi, Sara Clemdennig, Judy Herdershott
- Viola, Jing Yu Lou, Ron Strauss, Robert Berg, Qing Liang, Hannah Skupen, Ed Persi
- Chelo, Ernie Ehrhardt, Kevan Torfeh, Sevan Pogosyan, Alan Mautner
- Bajo, Norman Ludwin, Frances Senger

——————————————————————————————————————————————————————
Illya Kuryaki and the Valderramas (I.K.V.) son Dante Spinetta y Emmanuel Horvilleur. 
Banda Versus: Ricardo Verdirame, Fernando Naié, Sergio Verdinelli, Claudio Cardone, Gustavo Spinetta, Gustavo Ridilenir 
VERSUS fue grabado entre mayo y julio de 1997 en Ocean Recording Studios, Burbank, L.A California y en Battery Studio, New York. 
Mezclado en Battery Studio, New York. 
- Mastering, Sony Studios, New York
- Ingeniero Vlado Meller

Los Ángeles 
- Ingeniero de Grabación, Thomas Russo
- Asistente, Ken Van Druten
- Asistente I.K.V. Javier Galarza
- Coordinación en Los Ángeles, Daniel Borner

New York 
Studio A 
- Ingeniero de grabación y mezcla, Dave Dachinger
- Asistente, Daniel Boom

Studio C 
- Ingeniero de grabación, Tim Donovan
- Asistente, Charles Mc. Crorey

Spa Studio 
- Ingeniero de grabación, Armen Mazlumian

Producción ejecutiva, José Luis Miceli
——————————————————————————————————————————————————————
I.K.V. Agradece a 
Turquito Mohana. Hermanos Zuker, Nico Cota. Geo Ramma. A-Tirador Láser, Eric Estrada, Dave, Tom, Ken, Niki Richards, Lori, Daniel, Gustavo Pesoa, Fernando Samalea, PeloGram, Javier Andrade, Daniel Borner, L. A. Spinetta, Eduardo Marti, Beatriz Zalazar, Mercedes Villar, Tweety, Javier Galarza, 
Mario Samper. Familia Álvarez de Toledo, Esteban, River, Nadia Catena and the Miami Cartel, Catarina y Vera Spinetta, Guadalupe Marti, Steven, Laura Caggia, Fausta Fabris, Eloisa, Adolfo Yabo, Aníbal Barrios, Ramtes, José Luis y Cynthia Miceli, Prince Adidas, Guillermo Otero, Fortín Velezano, Maradona, overnet S.A.
Dama de Compañía, Gustavo Pesoa 
- Dirección de arte, I.K.V.
- Ilustración, Juan Bobillo, Agustín Comotto
- Diseño, Eloisa Ballivián

Producido por Illya Kuryaki and the Valderramas 
*Excepto Galaxia, producido por Nico Cota e Illya Kuryaki and the Valderramas